# Sport (noviny)
Sport je český sportovní deník. Poprvé vyšel 3. ledna 1953 pod názvem Československý sport. Zprvu vycházel dvakrát týdně – v úterý a sobotu, v roce 1954 přibylo čtvrteční vydání. Od roku 1957 vycházel čtyřikrát týdně – v úterý, středu, pátek a neděli. Od roku 1958 vychází všechny dny mimo pondělí a neděli. V roce 1965 byl zrušen monopol Rudého práva na pondělní vydání a v pondělí tak začal vycházet i Československý sport. V souvislosti s tímto vznikly i brněnská a ostravská redakce. V roce 1993 v souvislosti s rozpadem ČSFR se jeho název změnil na Sport. Dne 21. dubna 1999 byla zpřístupněna jeho internetová verze.
V roce 2001 se stala majoritním vlastníkem (51 % akcií) společnost Ringier ČR, a.s. (nyní Czech News Center), v roce 2003 odkoupila i zbývající akcie a stala se stoprocentním vlastníkem. Deník Sport je jediným celostátním deníkem zaměřeným na aktuální sportovní dění, s pravidelnou barevnou přílohou Sport magazín, který vychází každý pátek. Deník Sport vychází ve dvou regionálních mutacích (Čechy, Morava). V neděli do roku 2022 vycházel Nedělní Sport. 
Internetovou verzí deníku Sport je web iSport.cz.

## Přílohy
Deník sport je doplňován těmito pravidelnými magazíny.
- Český hokej - úterý
- Český fotbal - středa
- Sport magazín - pátek (včetně televizního programu s důrazem na sportovní stanice)
- Coach - 1x měsíčně (o vztahu sportovce a trenéra)

## Náklad
Průměrný denní tištěný náklad deníku Sport je 24 250 kusů (prosinec 2022), nejsilnějším dnem je pondělí, nejslabším úterý. Na předplatné připadá 2 901 výtisků, na pultový prodej (v trafikách, obchodech atp.) 11 693 výtisků.
Deník sport průměrně čte 250 000 lidí denně.
Náklad deníku Sport dlouhodobě klesá stejně jako u ostatních deníků. V prosinci 2017 byl tištěný náklad 40 432 výtisků (3 303 předplatné; 22 391 pultový prodej); v prosinci 2012 náklad 58 520 výtisků (3 984 předplatné; 34 666 pultový prodej); v prosinci 2007 89 962 náklad výtisků (2 061 předplatné; 63 431 pultový prodej).